# Didemnum obscurum
Didemnum obscurum is een zakpijpensoort uit de familie van de Didemnidae. De wetenschappelijke naam van de soort is voor het eerst geldig gepubliceerd in 1969 door Monniot.